# 44 Brygada Okrętów Zwalczania Okrętów Podwodnych

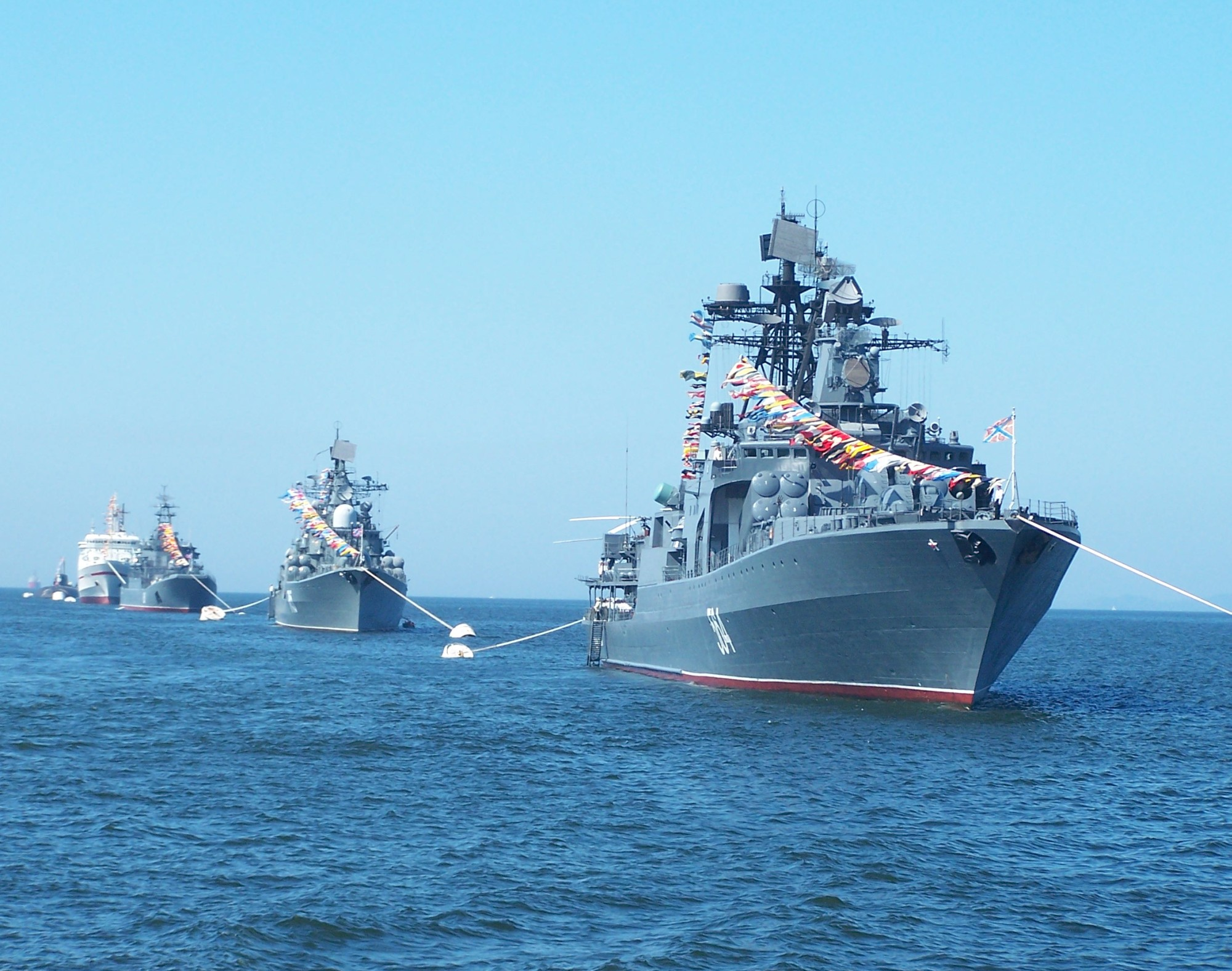
Admirał Tribuc

44 Brygada Okrętów Zwalczania Okrętów Podwodnych (44 BOZOP) – morski związek taktyczny Sił Zbrojnych Federacji Rosyjskiej w strukturach Floty Oceanu Spokojnego.

## Okręty
| Okręty brygady w linii w 2008 |              |       |                 |
| Nazwa                         | Projekt      | Numer | Uwagi           |
| Admirał Winogradow            | projekt 1155 | 572   | w linii od 1988 |
| Admirał Pantielejew           | projekt 1155 | 548   | w linii od 1991 |
| Admirał Tribuc                | projekt 1155 | 564   | w linii od 1986 |
| Marszał Szaposznikow          | projekt 1155 | 543   | w linii od 1985 |